# Hiatavolva
Hiatavolva is een geslacht van weekdieren uit de klasse van de Gastropoda (slakken).

## Soorten
- Hiatavolva coarctata (G. B. Sowerby II in A. Adams & Reeve, 1848)
- Hiatavolva depressa (G. B. Sowerby III, 1875)
- Hiatavolva rugosa Cate & Azuma in Cate, 1973